# Szczyrk
Szczyrk ([ʂt͡ʂɨrk]; en alemán: Schirk) es una ciudad de Polonia situada en el sur. Tiene 5 700 habitantes (datos del 2016). Se encuentra en los montes Cárpatos, al norte de la montaña Skrzyczne, a orillas del río Żylica, cerca de República Checa y Eslovaquia.
Situada en el distrito de Bielsko del voivodato de Silesia (desde 1999), anteriormente en voivodato de Bielsko-Biała (1975-1998). Había recibido los derechos urbanos en 1973.

## Ciudades hermanadas
Szczyrk está hermanada con:
- Jászkisér
- Mikołajki
- Zetel